# Emma Gaggiotti-Richards
Emma Gaggiotti-Richards (Roma, 1825 – Velletri, 1912) foi uma pintora italiana que atuou no Reino Unido. Ela realizou cinco pinturas para a Rainha Vitória e o Príncipe Albert
Ela se estabeleceu com sua família em Roma em 1848, quando entrou no estúdio de Tommaso Minardi. Casada com um nobre inglês, foi morar na Grã-Bretanha, onde se destacou como retratista nos círculos aristocráticos. Para a Rainha Vitória, replicou um autorretrato (que já havia exibido na Royal Academy of Arts) e pintou algumas figuras alegóricas (Fé, Esperança, Caridade, Amor a Deus); executou As Quatro Estações para Napoleão III e fez um Retrato a Cavalo do futuro Imperador Guilherme I da Prússia. Em 1853 ela retornou brevemente a Roma, onde pintou um retrato de sua família para dar a G. Massani. Nos anos seguintes, residiu em Ancona e depois em Florença. Durante uma estada em Berlim em 1855, pintou o Barão A. von Humboldt. Também foi autora de temas sagrados e mitológicos..